# Daniel Endres
Daniel Endres (* 16. Mai 1985 in Offenbach am Main) ist ein deutscher Fußballspieler auf der Position des Torwarts.

## Karriere
Seine fußballerische Laufbahn begann Endres bei der Jugend von Eintracht Frankfurt, bevor er 1995 zu Kickers Offenbach an den Bieberer Berg wechselte. In der Saison 2005/06 kam Endres in der Zweiten Liga allerdings als Torhüter Nummer drei nicht zum Einsatz. Am 28. Januar 2007 bestritt Endres seinen ersten Profieinsatz beim 2:1-Sieg seines Teams gegen den TSV 1860 München. In der Saison 2007/08 entfachte er den Positionskampf um die Nummer 1 im Tor mit dem damaligen Stammtorhüter César Thier. Im Sommer 2010 wurde sein Vertrag nicht verlängert. Nach einem Jahr ohne Verein wurde er im Sommer 2011 vom OFC wieder unter Vertrag genommen. Nach dem Zwangsabstieg der Offenbacher 2013 in die Regionalliga Südwest wurde er von Trainer Rico Schmitt zur neuen Nummer 1 im Tor erkoren. In der Saison 2014/15 wurde er mit Kickers Offenbach Meister der Regionalliga Südwest, scheiterte jedoch in der Aufstiegsrunde zur 3. Liga am 1. FC Magdeburg. Sein Vertrag wurde zum Ende der Saison 2018/19 nicht mehr verlängert.
Daraufhin wechselte Daniel Endres zum Ligakonkurrenten FC Bayern Alzenau, in der Saison 2019/2020 kam er auf 20 Ligaeinsätze. Nach nur einem Jahr in Alzenau wechselt der Torhüter zum FSV Frankfurt.